# Henri Imbert des Mottelettes
Henri-Albert Imbert des Mottelettes (Brugge, 23 november 1764–27 februari 1837) was een Belgisch advocaat en kunstschilder.

## Levensloop
Charles-François Imbert, heer van Mottelettes (1735–1822) en Isabelle Rotsart de Hertaing (1733–1806) waren zijn ouders. Onder het ancien régime was Charles schepen van het Brugse Vrije.  Hij doorstond de revolutiejaren en het keizerrijk. In 1816 werd hij in de erfelijke adelstand bevestigd en benoemd in de Ridderschap van de provincie West-Vlaanderen. Het echtpaar kreeg negen kinderen, van wie vijf de volwassen leeftijd bereikten. Henri-Albert was de tweede in de rij. Hij en een van zijn zussen, waren de enigen die in het huwelijk traden. 
Tijdens een verblijf in Frankrijk – voor het uitbreken van de Franse Revolutie – trad Henri Imbert enige tijd in als kapucijn. Hij bleef hierin niet volharden.
Hij trouwde in 1792 met de Brugse Marie-Anne de Stoop (1763–1837), dochter van Jean-Jacques de Stoop en Anne Willems. Hierdoor werd hij de schoonbroer van procureur-generaal Joseph de Stoop (1771–1849), van Charles de Brouckère (senior) en van Bernard Van Severen. In 1830 kozen de Stoop, de Brouckère en waarschijnlijk ook Imbert voor het Verenigd Koninkrijk der Nederlanden, terwijl Van Severen voor de Belgische Revolutie koos.
Het echtpaar Imbert-de Stoop had een dochter Pauline (1802–1819) en een zoon Charles Imbert (1799–1861). Na advocaat te zijn geweest in Brussel, trok de zoon naar Parijs en verwierf internationale bekendheid als secretaris van de Société d'Ethnologie en van de Société de géographie. Hij bleef ongehuwd en was de laatste Imbert: met hem doofde de Brugse familie uit.

### Advocaat en rechter
Henri Imbert was al 28 toen hij zich in 1791 inschreef als advocaat bij de Brugse balie. Hij bleef ingeschreven tot in 1816, ook al was hij in 1813 tot rechter benoemd, wat hij tot in 1830 bleef. 
Op het einde van de Franse tijd was hij een paar jaar gemeenteraadslid van Brugge en in 1817 was hij, ook weer korte tijd, lid van de Provinciale Staten van West-Vlaanderen.
In oktober 1830 werd hij, wellicht ongunstig beoordeeld als Oranjegezinde, bij de eerste gerechtelijke hervorming na de revolutie, op emeritaat gestuurd. Van 1831 tot aan zijn dood was hij opnieuw als advocaat ingeschreven. Hij liet echter aan de stafhouder weten dat dit maar symbolisch was en hij in elk geval geen tijd zou vinden om een taak binnen de balie te aanvaarden.
Zijn broer, Jean-Antoine Imbert des Mottelettes (Brugge, 10 december 1765-2 januari 1815), was eveneens advocaat. De vrijgezel gebleven Jean werd onder het keizerrijk raadsheer bij de prefectuur van de Leie en na 1814 gedeputeerde bij de provincie West-Vlaanderen. Hij was ook lid van de Commissie van Burgerlijke godshuizen van Brugge. Een andere broer, François-Hubert Imbert des Mottelettes (Brugge, 1775–1842), onderscheidde zich als schepen van Brugge en hoofdman van de Brugse Sint-Sebastiaansgilde.

### Kunstschilder
Naast zijn rechtenstudies volgde Imbert een opleiding als kunstschilder. Hij volgde in Brugge privélessen bij Jan Garemijn. Hij trok vervolgens naar Parijs waar hij zich bijkomend bekwaamde.
Imbert specialiseerde zich in het kopiëren van oude meesters en in het restaureren van schilderijen. Hij zette zich ook aan het schrijven van een biografisch woordenboek van schilders, een werk dat hij echter niet tot een goed einde bracht. 
Hij was ook kunstliefhebber. Hij legde een collectie aan die bij kenners hoger gewaardeerd werd dan het museum van de stad Brugge. In zijn woning 'de la Torre' in de Spanjaardstraat ontving hij de buitenlandse kunstliefhebbers die Brugge bezochten. Hij had ook vriendschappelijke relaties met andere in Brugge wonende verzamelaars zoals Joseph-Octave Delepierre en John Steinmetz. 
Kort na zijn dood werd zijn ganse inboedel, inclusief boeken, kunstvoorwerpen en schildersgerief, openbaar verkocht . Op die veiling kocht Steinmetz heel wat etsen en tekeningen, die langs hem in de collectie van de stad Brugge zijn terechtgekomen.

## Genealogie
- Nicolas Imbert, heer van Fallecq, schepen van Rijsel, geadeld in 1609 door de aartshertogen Albrecht en Isabella.
  - Etienne Imbert, heer van Spiere, x Catherine Muliers.
    - Adrien Imbert, x Françoise Fourmestraux.
      - Robert Imbert, heer van Mottelettes, x Marie Bardoul.
        - Nicolas-Ignace Imbert, heer van Mottelettes, Frans officier, x Petronilla van Meunincxhoven weduwe van Henri de Pruyssenaere de la Woestyne.
          - Charles-François Imbert, heer van Mottelettes (1735–1822), schepen van het Brugse Vrije, x 1762 met Isabelle Rotsart de Hertaing (1733–1806).
            - Henri-Albert Imbert des Mottelettes (1764–1837), x Marie-Anne de Stoop (1763–1837).
              - Charles Imbert des Mottelettes (Brugge, 1799 – Sceaux, 1861).

            - Jean-Antoine Imbert des Mottelettes (Brugge, 1765–1815), conseiller de préfecture van het Leiedepartement, gedeputeerde van West-Vlaanderen.
            - François-Hubert Imbert des Mottelettes (Brugge, 1775–1842), kapitein van de Nationale Wacht, schepen van Brugge, lid van de Provinciale Staten van West-Vlaanderen, hoofdman (1830–1842) van de Sint-Sebastiaansgilde.